# Hysterura hypischyra
Hysterura hypischyra är en fjärilsart som beskrevs av Louis Beethoven Prout 1937. Hysterura hypischyra ingår i släktet Hysterura och familjen mätare. Inga underarter finns listade i Catalogue of Life.